# Reprezentacja Węgier na Mistrzostwach Europy w Wioślarstwie 2007
Reprezentacja Węgier na Mistrzostwach Europy w Wioślarstwie 2007 liczyła 11 sportowców. Najlepszymi wynikiem było 1. miejsce w dwójce podwójnej wagi lekkiej mężczyzn.

## Medale

### Złote medale
dwójka podwójna wagi lekkiej (LM2x): Zsolt Hirling, Tamás Varga

### Srebrne medale
Brak

### Brązowe medale
Brak

## Wyniki

### Konkurencje mężczyzn
- dwójka bez sternika (M2-): Gáspár Vinkó, Béla Simon – 6. miejsce
- dwójka podwójna wagi lekkiej (LM2x): Zsolt Hirling, Tamás Varga – 1. miejsce
- czwórka podwójna (M4x): László Szekér, Adrián Juhász, Zsolt Erdélyi, Gergely Orbán – 8. miejsce

### Konkurencje kobiet
- jedynka (W1x): Katalin Szabó – 8. miejsce
- dwójka podwójna wagi lekkiej (LW2x): Zsófia Novák, Zsuzsanna Hajdú – 6. miejsce